# Autocharis fessalis
Autocharis fessalis is een vlinder uit de familie van de grasmotten (Crambidae). De wetenschappelijke naam van deze soort is voor het eerst voorgesteld als Glyphodes fessalis door Charles Swinhoe in een publicatie uit 1886.
De soort komt voor in het Afrotropisch gebied (Mali, Liberia, Congo-Kinshasa, Zuid-Afrika), het Oriëntaals gebied (Pakistan, India, Bhutan, Taiwan) en het Palearctisch gebied (Japan).